# 332084 Васякульбеда
332084 Васякульбеда (332084 Vasyakulbeda) — астероїд головного поясу, відкритий 29 жовтня 2005 року в Андрушівці.
Відповідно до стандартної зоряної величини 16,1, діаметр астероїда оцінюється у 2–4 км (за умови, що його альбедо лежить у межах 0,05–0,25).
Тіссеранів параметр щодо Юпітера — 3,195.